# Grafheuvel Bergerbos
De grafheuvel in het Bergerbos is een vermeende grafheuvel gelegen ten zuiden van Sint Odiliënberg in de gemeente Roerdalen in de Nederlandse provincie Limburg. De grafheuvel ligt bij de Roskam op Natuurbegraafplaats Bergerbos. De heuvel is opgenomen in het gebied van de natuurbegraafplaats en is sindsdien omringd door twaalf grote keien.

## Archeologie
In mei 2003 werd de grafheuvel opgegraven. Daarbij bleek de heuvel 120 centimeter hoog met een diameter van 11,5-12,5 meter. De heuvel is een natuurlijke hoogte waarop een door mensen aangelegde verhoging is aangebracht. Door verstoring van de bodem is onduidelijk uit welke tijd deze verhoging stamt.